# Iod (okręg Marusza)
Iod – wieś w Rumunii, w okręgu Marusza, w gminie Răstolița. W 2011 roku liczyła 376 mieszkańców.